# The Jury of Fate
The Jury of Fate è un film del 1917 diretto da Tod Browning.

## Trama
Nei boschi del Canada, Henri Labordie vive insieme ai suoi gemelli, Jeanne e Jacques. L'uomo, un vedovo, riserva il suo affetto solo per il figlio maschio. Così, quando i due ragazzi hanno un incidente con la loro canoa che si rovescia nel fiume e Jacques muore annegato, la sorella, per non far morire il padre di crepacuore, si acconcia come il fratello, tagliandosi i capelli e facendosi passare per lui. Henri, che è praticamente cieco, non si accorge di nulla.
Innamorato di Jeanne, Donald Duncan - credendo che la ragazza sia morta - se ne va via senza che nessuno sappia più niente di lui. Henri muore e la figlia si reca da Duval Hebet, un vecchio amico di suo padre che vive a Montreal. Ripresi i panni femminili, la ragazza scopre che il padre l'aveva promessa in moglie a Louis, il dissoluto figlio di Hebet. Jeanne, in città, incontra di nuovo Duncan e, con l'aiuto di François, un meticcio disinteressato che la ama e che l'aveva salvata dall'annegamento, riesce finalmente a riunirsi all'uomo che ama.

## Produzione
Il film fu prodotto dalla Metro Pictures Corporation. Venne girato nello stato di New York, al Lago Saranac e sul fiume San Lorenzo.

## Distribuzione
Distribuito dalla Metro Pictures Corporation, uscì nelle sale cinematografiche USA il 6 agosto 1917.